# Hylaeus pyrenaicus
Hylaeus pyrenaicus är en biart som beskrevs av Dathe 2000. Hylaeus pyrenaicus ingår i släktet citronbin, och familjen korttungebin. Inga underarter finns listade i Catalogue of Life.